# August von Froriep
August von Froriep (Weimar, 10 settembre 1849 – Tubinga, 11 ottobre 1917) è stato un anatomista tedesco.

## Biografia
Studiò medicina a Lipsia, e dopo aver conseguito il dottorato nel 1874, diventò assistente di Christian Wilhelm Braune (1831-1892). Successivamente fu un prosettore e infine professore presso l'Università di Tubinga. Dopo la sua morte nel 1917, successe a Martin Heidenhain (1864-1949) come professore di anatomia a Tubinga. Fu il figlio dell'anatomista ed editore Robert Friedrich Froriep (1804-1861).
Froriep si specializzò in studi che coinvolgono lo sviluppo e la morfologia biologica della testa e della vertebra. Il suo nome è prestato al "ganglio di Froriep", un gruppo di gagli annessi ai nervi motori dell'occhio.
Nel 1911, Froriep affermò di aver identificato il "cranio famoso" del poeta Friedrich von Schiller, di cui pubblicò il relativo articolo intitolato Die Schädel Friedrich von Schillers und des Dichters Begräbnisstätte. Tuttavia, ci sono stati dei rivendicatori che sostennero che non era l'autentico cranio (2007).

## Opere principali
- Anatomie für Künstler. Kurzgefasstes Lehrbuch der Anatomie, Mechanik, Mimik und Proportionslehre des menschlichen Körpers, 7° edition 1937.
- Der Schädel Friedrich von Schillers und des Dichters Begräbnisstätte, 1913
- Schädel, Totenmaske und lebendes Antlitz des Hoffräuleins Luise von Göchhausen, 1917